# La Loubière
La Loubière är en kommun i departementet Aveyron i regionen Occitanien i södra Frankrike. Kommunen ligger  i kantonen Bozouls som ligger i arrondissementet Rodez. År 2022 hade La Loubière 1 529 invånare.

## Befolkningsutveckling
Antalet invånare i kommunen La Loubière
Referens: INSEE